# NGC 2280
NGC 2280 è una vastissima galassia a spirale situata nella costellazione del Cane Maggiore, a una distanza di circa 98 milioni di anni luce dalla nostra Via Lattea.

## Scoperta
La galassia è stata scoperta il 1 febbraio 1837 dall'astronomo britannico John Herschel.

## Descrizione
NGC 2280 ha una classe di luminosità III-IV e presenta una larga riga a 21 cm dell'idrogeno neutro.
Nella galassia sono presenti anche regioni di idrogeno ionizzato.
La luminosità di NGC 2280 nell'infrarosso lontano (da 40 a 400 µm) è di 1,05 x 1010 {\displaystyle L_{\odot }} (1010,02 {\displaystyle L_{\odot }}), mentre la luminosità totale nell'infrarosso (da 8 a 1000 µm) di 1,35 x 1010 {\displaystyle L_{\odot }} (1010,13 {\displaystyle L_{\odot }}).

## Gruppo di NGC 2274
NGC 2280 è la più vasta e la più luminosa di un gruppo di galassie che porta il suo nome. Il Gruppo di NGC 2280 comprende almeno 5 membri, cioè NGC 2293, ESO 490-45, ESO 490-10 e NGC 2292.

## Supernova
Il 15 novembre 2001, all'interno di NGC 2280 è stata scoperta la supernova SN 2001fz da Y. L. Qiu e J. Y. Hu dell'Osservatorio astronomico di Pechino (Beijing Astronomical Observatory, BAO). La supernova è stata classificata di tipo II.